# Конно, Ясуюки
Ясую́ки Ко́нно (яп. 今野 泰幸 Конно Ясуюки, род. 25 января 1983, Сендай) — японский футболист, защитник клуба «Джубило Ивата». Выступал в сборной Японии. Победитель Кубка Азии 2011 года.

## Карьера

### Клубная
Конно начал футбольную карьеру в клубе «Консадоле Саппоро» в 2001 году. Во всех трёх сезонах, проведённых Ясуюки за команду, он имел постоянную игровую практику — в первом сезоне Конно отыграл 17 матчей, во втором — 22, в третьем — 26.
В 2003 году  «Саппоро» вылетел из Джей-лиги. 20-летний Конно не захотел играть во втором дивизионе и перешёл в клуб «Токио». С первого же сезона он занял место в основе команды. Именно играя за «Токио», Ясуюки привлёк к себе внимание тренеров сборной Японии. В 2009 году Конно вместе с клубом стал обладателем Кубка японской лиги.

### Международная
Играл за молодёжную сборную Японии на чемпионате мира 2003 года и олимпийскую сборную на Олимпийских играх 2004 года.
3 августа 2005 года дебютировал в основной сборной Японии в матче со сборной Китая. Участвовал в Кубке Азии 2007 и чемпионате мира 2010.

## Достижения
«Токио»
- Обладатель Кубка японской лиги: 2004, 2009
- Обладатель Кубка императора: 2011
- Победитель Лиги J2: 2011

«Гамба Осака»
- Победитель Лиги J2: 2013
- Финалист Кубка императора: 2012